# Lotnictwo szturmowe
Lotnictwo szturmowe – rodzaj lotnictwa bojowego, przeznaczony do bezpośredniego wsparcia wojsk lądowych, uzbrojony w opancerzone samoloty szturmowe.
Lotnictwo szturmowe charakteryzowało się dużymi możliwościami manewrowania na małych wysokościach z lotu koszącego oraz silnym uzbrojeniem artyleryjskim, rakietowym i bombowym, stanowiąc skuteczny środek zwalczania małych obiektów ruchomych. Lotnictwo szturmowe rozwinęło się w czasie II wojny światowej. Po jej zakończeniu lotnictwo szturmowe zastąpione zostało przez lotnictwo myśliwsko-szturmowe i lotnictwo myśliwsko-bombowe.
W polskich Wojskach Lotniczych funkcjonował jeden korpus oraz kilka dywizji i kilkanaście pułków lotnictwa szturmowego:
- 4 Korpus Lotnictwa Szturmowego

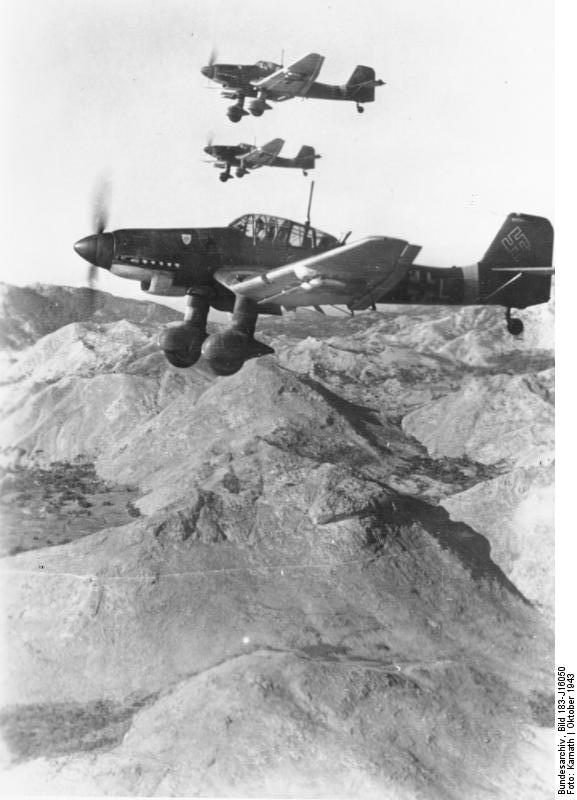
Ju 87 w locie

- 2 Brandenburska Dywizja Lotnictwa Szturmowego
- 2 Pomorska Dywizja Lotnictwa Szturmowego
- 8 Dywizja Lotnictwa Szturmowego
- 13 Dywizja Lotnictwa Szturmowego
- 16 Dywizja Lotnictwa Szturmowego
- 3 Pułk Lotnictwa Szturmowego